# Blaenhonddan
Blaenhonddan är en community i Storbritannien.   Den ligger i kommunen Neath Port Talbot och riksdelen Wales, i den södra delen av landet, 250 km väster om huvudstaden London.
Communityn består av ett antal samhällen norr om staden Neath. De största är Aberdulais, Bryncoch, Cilfrew och Cadoxton-juxta-Neath.